# いなべ市福祉バス

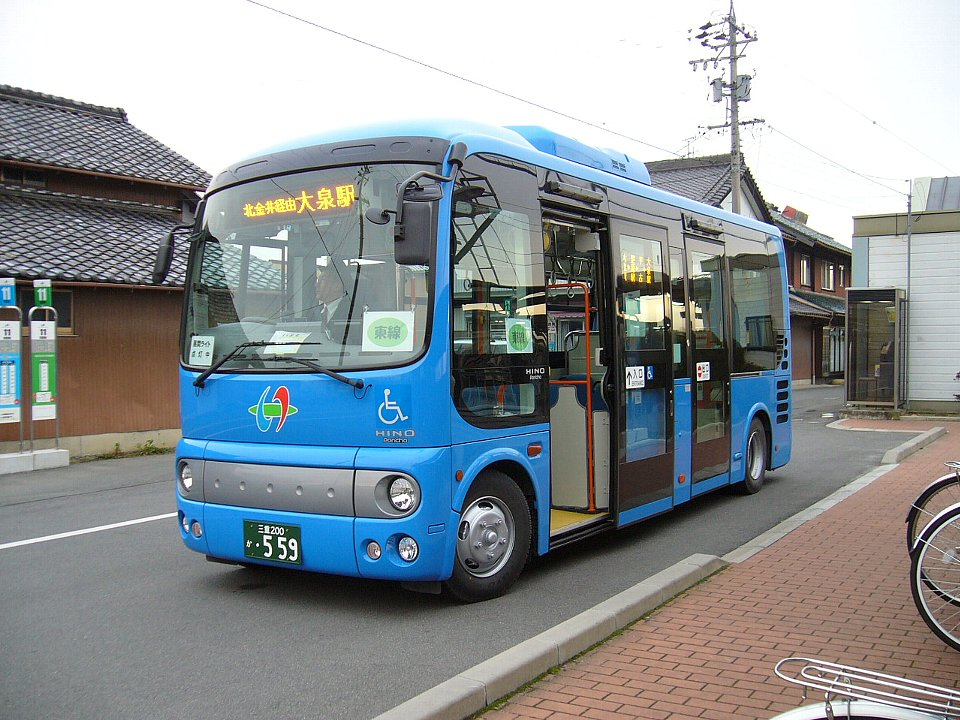
員弁東線（廃線）に使用される日野・ポンチョ（楚原駅前にて）

いなべ市福祉バス（いなべしふくしバス）は、三重県いなべ市で運行しているコミュニティバス。

## 概要

### 概説
市役所線など合計で13路線があり、全路線をいなべ市社会福祉協議会が運行している。
基本的には15人乗りのワゴン車と、アイバス時代にいなべ市が購入し三岐鉄道、三重交通に貸与していた専用車体（日野・ポンチョ（ロングボディ車））を用いている。

### 運賃・運行日
- 運賃
  - 無料
- 運行日
  - 全路線：月曜 - 金曜（※年末年始（12月29日から翌年1月3日）を除く）

※2019年（平成31年）3月末までは、十社・治田・山郷・貝野・中里・立田・坂本の各路線は土曜も運行していた。

## 歴史
- 2006年（平成18年） 6月1日：いなべ市コミュニティバス「アイバス」員弁西、員弁東線運行開始。
- 2007年（平成19年）
  - 6月1日：「アイバス」十社、治田、山郷、貝野線運行開始。
  - 11月1日：員弁東線をいなべ総合病院まで延伸し、いなべ阿下喜線に名称変更。
- 2008年（平成20年） 6月2日：「アイバス」中里、立田、坂本線運行開始。
- 2010年（平成22年） 4月1日：「アイバス」、大安⇔阿下喜シャトルバス、大安町内巡回福祉バスが運営を統合し、 全路線いなべ市福祉バスへ移行。同時に無料化し、運行を社会福祉協議会へ移管。
- 2011年（平成23年） 4月1日：降車時のありがとう券が不要になる（※券そのものは存続）。
- 2019年（平成31年・令和元年）
  - 4月1日：全路線とも月曜から金曜の運行（土曜・日曜・祝日運休）となる。
  - 5月7日：新庁舎開庁に伴い、市役所線の運行を開始。
- 2024年（令和6年）
  - 4月11日：旧「阿下喜温泉あじさいの里」の改修工事の完了（いなべ阿下喜ベースの完成）に伴い「阿下喜温泉」のバス停名称を「あげき温泉」へ変更[1]。

## 路線

### 現行路線

#### 員弁地域
- ■市之原線
  - 市之原平 - 市之原農村公園 - 員弁西小学校 - 楚原 - 楚原駅 - 御薗 - みその団地 - イオン大安店 - 三里駅 - あげき温泉 - いなべ総合病院

付記事項
- 阿下喜駅を経由しない路線であり、［みその団地 - いなべ総合病院］間は記載した停留所のみ停車する。

- ■平古線
  - 平古集会所 - 畑新田 - 岡 - 暮明口 - 大泉駅 - 東一色 - 大泉 - 西方集落センター - 了雲寺 - 楚原駅 - ヨシヅヤ - 畑新田八幡社 - 員弁庁舎 - 楚原駅 - 御薗 - みその団地 - イオン大安店 - 三里駅

付記事項
- 楚原駅付近を循環する路線。

#### 北勢地域
- ■十社線
  - 川原 - 田辺宮前 - 田辺 - 二之瀬 - 畑毛 - 下平 - 飯倉 - 北勢中学校 - 阿下喜駅 - （あげき温泉 - ）いなべ総合病院 - マックスバリュ

付記事項
- 朝と夕方は治田線と直通運行する便がある。朝は［川原 → 阿下喜駅］間を運行する1便、夕方は［川原 ← マックスバリュ］間を運行する1便がそれに該当する。
- 「あげき温泉」を通過する便が混在する。

- ■治田線
  - 新町 → 無正野 → 奥村 - 中山 - 伊勢治田駅 - JA治田支店 - 垣内 - 東村東 - 阿下喜駅 - （あげき温泉 - ）いなべ総合病院 - マックスバリュ
  - 無正野 ← 新町 ← 奥村 - （この間は同じ経路） - あげき温泉

付記事項
- ［新町・無正野 - 奥村］間の経路は往路・福路で異なるが、往復とも新町・無正野方面に設けられた各停留所に停車する。
- 朝と夕方は治田線と直通運行する便があり、朝は［阿下喜駅 → 伊勢治田］間の直行（※ノンストップ）が1便、夕方は［マックスバリュ ← 阿下喜駅 ← 伊勢治田］間を直行（※記載した停留所のみ停車）する1便がそれに該当する。
- 「あげき温泉」を通過する便が混在する。

- ■山郷線
  - マックスバリュ → いなべ総合病院 → （あげき温泉 → ）阿下喜駅 → 小山 → 六石 → 麻生田 → 麻生田駅 → JA山郷支店 → 麻生田交差点北 → 楚里 → 山郷小学校 → 鼓 → 行順寺 → 其原神社 → 其原 → 麻生田交差点北 → （来た道を戻る） → 麻生田駅 → （来た道を戻る） → マックスバリュ

付記事項
- 麻生田駅周辺を片回りで循環する路線。
- 区間運行は［阿下喜駅 → マックスバリュ］間が朝に、［マックスバリュ → 阿下喜駅］間が夕方に1便ずつ設定されている。
- 「あげき温泉」を通過する便が混在する。

- ■貝野線
  - マックスバリュ → いなべ総合病院 → （あげき温泉 → ）阿下喜駅 → 北勢中学校 - 貝野神社 → 小原一色口 → 小原一色 → （来た道を戻る） → マックスバリュ

付記事項
- 貝野・小原の各地区を片回りで循環する路線。
- 区間運行は［小原一色 → マックスバリュ］間が朝に、［マックスバリュ → 小原一色］間が夕方に1便ずつ設定されている。
- 「あげき温泉」を通過する便が混在する。

- ■市役所線
  - 伊勢治田駅 - 阿下喜駅 - マックスバリュ西 - JA阿下喜支店（いなべっこ） - オレンジ工房 - いなべ市役所 - （あげき温泉 - ）いなべ総合病院 - 阿下喜駅 - 伊勢治田駅

付記事項
- ［→］方向が右回り、［←］方向が左回り。
- 「あげき温泉」を通過する便が混在する。

#### 藤原地域
- ■中里線
  - 翠明院 - 米野 - 上相場 - JA中里支店（郷土資料館前） - 日内 - 日内口 - （下相場 - ）川合 - 下野尻 - （マックスバリュ西 - ）マックスバリュ東 - 商工会館 - 阿下喜駅 - （あげき温泉 - ）いなべ総合病院

付記事項
- 「下相場」・「マックスバリュ西」・「あげき温泉」の各停留所を通過する便が混在する。

- ■立田線
  - 古田 - 古田口 - 立田郵便局 - 明行寺 - 立田公園 - 山口 - 本郷 - 藤原郵便局 - （藤原文化センター - ）JA白瀬支店 - 市場 - 藤原中学校 - 市場東 - 下野尻 - （瀬木自治会館 - マックスバリュ西 - ）マックスバリュ東 - 商工会館 - 阿下喜駅 - （あげき温泉 - ）いなべ総合病院

付記事項
- 区間運行は［古田 → 阿下喜駅］間が朝に、［古田 ← あげき温泉］間が夕方に1便ずつ設定されている。
- 「藤原文化センター」・「瀬木自治会館」・「マックスバリュ西」・「あげき温泉」を通過する便が混在する。なお、「瀬木自治会館」に停車する便はごく少数しか運行されない。

- ■坂本線
  - 上坂本 - 坂本 - 聖宝寺 - 西藤原駅北口 - 西藤原駅東口 - 大貝戸 - 西野尻駅 - 西野尻 - 石川 - 東藤原駅 - 東禅寺公民館 - 西教寺 - いなべ総合病院 - （あげき温泉 - ）阿下喜駅 - 商工会館 - マックスバリュ東 - マックスバリュ西

付記事項
- 「あげき温泉」を通過する便が混在する。

#### 大安地域
- ■石榑線
  - 大安公民館 - 大安駅 - 東海コンクリート - 宇賀新田公会場 - 宇賀東 - 宇賀南 - 宇賀中 - 常満寺 - 山条公会場 - 寺尾 - 上戸井 - 新田中 - ミルク交差点 - （オークワ - ）石下会館 - 羽田 - （イオン大安店 - ）阿下喜駅 - （あげき温泉 - ）いなべ総合病院

付記事項
- 「オークワ」・「イオン大安店」・「あげき温泉」を通過する便が混在する。

- ■三里丹生川線
  - イオン大安店 - 猪名部神社 - 三里駅 - 大安公民館 - 下小原 - （オークワ - ）一色南交差点 - 大安武道館 - 新田西 - 北山公会場 - 鴨神社 - 松隆寺北 - 丹生川駅 - 久下東 - 阿下喜駅 - （あげき温泉 - ）いなべ総合病院

付記事項
- 「オークワ」・「あげき温泉」を通過する便が混在する。

- ■梅戸井線
  - 中尾公園 - 世々上公園 - 笠取西 - 梅戸井駅 - 大安ぴあハウス - 八幡神社北 - JA梅戸井支店 - 鳥取神社 - 大安駅東 - 大安公民館 - （オークワ - イオン大安店 - ）出口溶接 - 教楽寺 - 片樋橋 - 阿下喜駅 - （あげき温泉 - ）いなべ総合病院

付記事項
- 「オークワ」・「イオン大安店」・「あげき温泉」を通過する便が混在する。

### 廃止路線

#### 員弁地域
- 員弁西線
  - 三里駅 - 楚原駅 - コミュニティプラザ - 員弁庁舎 - 楚原駅 - 市之原平
- 員弁東線
  - 右回り：大泉駅 - 西方集落センター - 楚原駅 - コミュニティプラザ - 員弁庁舎 - 平古集会所 - 大泉駅
  - 左回り：大泉駅 - 平古集会所 - コミュニティプラザ - 員弁庁舎 - 楚原駅 - 西方集落センター - 大泉駅
- 員弁阿下喜線
  - いなべ総合病院 - 楚原駅 - 西方集落センター - 大泉駅 - 平古集会所

## 鉄道への連絡
三岐鉄道の駅に乗り入れるが、駅前に乗り入れない駅も混在する。
- 三岐鉄道
  - 三岐線[2]：梅戸井駅、大安駅、三里駅、丹生川駅、伊勢治田駅、東藤原駅、西野尻駅、西藤原駅
  - 北勢線[2]：大泉駅、楚原駅、麻生田駅、阿下喜駅